# Barbus nasus
Barbus nasus es una especie  extinta de peces de la familia Cyprinidae, orden Cypriniformes.
Fueron peces dulceacuícolas de Marruecos que pudieron llegar a alcanzar los 21 cm de longitud total.